# Janusz de Rola
Janusz (ou Johnny) de Rola (Swow, 1er juin 1906 - Toulon, 26 mai 1991), est un peintre figuratif polonais qui a passé la majeure partie de sa vie dans le sud de France.

## Biographie
Janusz de Rola est un peintre figuratif d'origine polonaise né en 1910 à Swow (Pologne) et mort en 1991 à Toulon que la galeriste Katia Granoff qualifiera de « Chopin de la peinture ».
Il est originaire d'une famille de la noblesse princière polonaise. Après avoir suivi des études à Vienne (Autriche) il est diplomate jusqu'à la seconde guerre mondiale. Les hasards de la guerre le conduisent à Nice, où il s'installe après l'armistice. Il vivra par la suite à Vienne, puis dans le Var, à Pignans (au domaine de la Cressonniere à partir de 1971) et enfin à Gonfaron de 1981 jusqu'à sa mort en 1991.
Il se forme à la peinture dans les années 1940 avec le peintre Sylvain Vigny, dont il est l'élève. Janusz de Rola s'en tient à la peinture figurative et acquiert une certaine notoriété avec ses célèbres « élégantes ». Au début des années 1970 il rencontre le peintre Roger Boubenec qui deviendra son ami et qui a dit de lui : « Il était l'homme de l'Europe : peintre, poète, musicien. C’est à lui que je dois le sens visuel de la composition. »
En 1987, la revue Art Sud lui consacre un article dans son premier numéro. Salvatore Lombardo, fondateur de la revue, lui rendra hommage dans un petit recueil publié en 1991.